# Nepza
Nepza o Nebza fue un pueblo con castillo cerca de Belchite, en la comarca del Campo de Belchite de la actual provincia de Zaragoza. Es mencionado siempre con Belchite en textos del siglo XII. 

## Toponimia
El nombre es normalmente interpretado como un derivado del etnónimo de los bereberes nafzawa o nafza un grupo tribal bereber cliente de Abderramán I, que se estableció en diferentes zonas de al-Ándalus desde el siglo VIII, destacando por su proximidad a Napza sus asentamientos de Teruel y Villel (los Banu Amira y los Banu Gazlun eran ramas de los Nafzawa). Eran originarios del actual Túnez, donde su región es hoy llamada Nafzawa (نفزاوة, Nefzaoua). 
El topónimo cayó en desuso al ser abandonada la localidad, siendo su última mención como Neuza en un texto del siglo XVI del Archivo Histórico Provincial de Zaragoza del Fondo Híjar que se refiere a una partida del término municipal de Belchite.

## Geografía
Ha sido identificada con el paraje de Belchite hoy conocido como Castillo, en una muela cerca del Belchite Viejo con un yacimiento arqueológico.

## Historia
Aunque se interprete como un núcleo de población bereber nafzawa, no es mencionado en fuentes musulmanas medievales de la península. La reconstrucción a partir del nombre Nepza y de otros topónimos similares, junto a los indicios arqueológicos, es sin embargo coherente con un inicio de población en 778-781, durante la reestructuración de la Marca Superior por Abderramán I con la instalación de grupos árabes y bereberes afines, en una estructura local. La cercanía al núcleo de Belchite, de población más antigua, ha hecho que se haya planteado que deba considerarse como un harat o barrio para el asentamiento de los nuevos colonos en la vecindad del núcleo principal.
La primera mención explícita a Nepza es en una donación del rey Alfonso I el Batallador en latín medieval de los años 1125. En ella se otorgan casas, viñas y tierras previamente propiedad de un musulmán en la localidad, junto a otras concesiones en el entorno de Belchite. La población es descrita como un castro indicando la presencia de algún tipo de fortificación. Los estudios arqueológicos realizados muestran indicios de una red de acequias para riego coherente con el desarrollo de riegos desde el río Aguasvivas en el entorno de Belchite al asentarse ahí varios grupos en época musulmana.
La localidad es de nuevo mencionada en una donación de 1163 que incluye tierras de regadío en Nepza.
Fue mencionado de nuevo en textos cristianos medievales aragoneses en 1170. Este pueblo con castillo terminó por ser agregado a Belchite, a donde se reubicó su población.